# Nyctibatrachus minimus
Nyctibatrachus minimus är en groddjursart som beskrevs av Biju, Van Bocxlaer, Giri, Roelants, Nagaraju och Franky Bossuyt 2007. Nyctibatrachus minimus ingår i släktet Nyctibatrachus och familjen Nyctibatrachidae. IUCN kategoriserar arten globalt som otillräckligt studerad. Inga underarter finns listade i Catalogue of Life.